# Józefat Błyskosz
Józefat (Józef) Błyskosz (ur. 14 kwietnia 1876 w Dołhobrodach, zm. 14 stycznia 1947 roku w Dołhobrodach – Kolonia Zaświatycze) – senator II Rzeczypospolitej w latach 1922–1927, poseł na Sejm w latach 1919–1922 i 1928–1930, wcześniej poseł do I i II Dumy Imperium Rosyjskiego, członek Koła Polskiego w Dumie, mianowany członkiem Rady Stanu w 1918 roku, członek Rady Naczelnej Polskiego Stronnictwa Ludowego „Piast”, rolnik, publicysta.

## Życiorys
Był obrońcą praw unitów, ścigany przez policję rosyjską, ukrywał się, w latach 1912–1915 więziony, był członkiem Polskiej Organizacji Wojskowej. Był członkiem Głównego Zarządu Straży Kresowej w Lublinie, członkiem Polskiej Macierzy Szkolnej i Kółek Rolniczych. Przez szereg lat pracował w Narodowej Demokracji i jej Secesji.
Pisywał do Gazety Świątecznej i Gazety Narodowej.

## Ordery i odznaczenia
- Krzyż Kawalerski Orderu Odrodzenia Polski (10 listopada 1928)[1]